# جیجاق کاکل‌فری
جیجاق کاکل‌فری(نام علمی: Cyanocorax cristatellus) نام یک گونه از سرده جیجاق‌های کاکلی است.